# Maria Dolores Airport
Maria Dolores Airport är en flygplats i Chile.   Den ligger i provinsen Provincia de Biobío och regionen Región del Biobío, i den södra delen av landet, 500 km söder om huvudstaden Santiago de Chile. Maria Dolores Airport ligger 121 meter över havet.
Terrängen runt Maria Dolores Airport är platt, och sluttar västerut. Närmaste större samhälle är Los Ángeles, 9,9 km sydost om Maria Dolores Airport.
I omgivningarna runt Maria Dolores Airport växer i huvudsak städsegrön lövskog. Runt Maria Dolores Airport är det ganska tätbefolkat, med 120 invånare per kvadratkilometer.